# Antoni Costa Ramon
Antoni Costa Ramon (també Ramón; Eivissa 1911 - 1969) fou un pèrit industrial i investigador eivissenc. Estudià peritatge industrial a Barcelona i el 1944 fou un dels fundadors de la revista Eivissa, on va escriure articles sobre la construcció naval eivissenca i les muralles d'Eivissa, i de l'Institut d'Estudis Eivissencs. També va publicar alguns treballs sobre els límits dels quartons el 1791 i sobre els llinatges de les Pitiüses. Va utilitzar una metodologia basada en l'observació sobre el terreny, el discerniment entre les diferents fases constructives dels edificis i la tasca arxivística; durant la investigació va localitzar a l'Arxiu General de Simancas dos plànols importantíssims de la Vila d'Eivissa en el segle xvi.
El mes de març de 1934 va ser contractat per Abel Matutes Torres per dirigir la petita fàbrica d'electricitat de la ciutat d'Eivissa. Ingressà el 1955 a la companyia Gas i Electricitat SA, de la qual va ser nomenat delegat a Eivissa el 1957.

## Obres
- La triple muralla de la Eivissa àrabe (1962)
- Fitxes de bibliografia pitiüsa (1967)
- La ciutat i la badia d'Eivissa (1977)